# Гопкінс (Мічиган)
Гопкінс (англ. Hopkins) — селище (англ. village) в США, в окрузі Аллеган штату Мічиган. Населення — 615 осіб (2020).

## Географія
Гопкінс розташований за координатами 42°37′30″ пн. ш. 85°45′48″ зх. д. / 42.62500° пн. ш. 85.76333° зх. д. (42.625054, -85.763345).  За даними Бюро перепису населення США в 2010 році селище мало площу 1,24 км², уся площа — суходіл.

## Демографія
Згідно з переписом 2010 року, у селищі мешкало 610 осіб у 227 домогосподарствах у складі 166 родин. Густота населення становила 492 особи/км².  Було 247 помешкань (199/км²).
Расовий склад населення:
| - 93,8 % — білих - 1,3 % — корінних американців - 0,2 % — азіатів - 1,6 % — осіб інших рас |

До двох чи більше рас належало 3,1 %. Частка іспаномовних становила 3,9 % від усіх жителів.
За віковим діапазоном населення розподілялося таким чином: 30,2 % — особи молодші 18 років, 60,6 % — особи у віці 18—64 років, 9,2 % — особи у віці 65 років та старші. Медіана віку мешканця становила 32,7 року. На 100 осіб жіночої статі у селищі припадало 102,0 чоловіків;  на 100 жінок у віці від 18 років та старших — 98,1 чоловіків також старших 18 років.
Середній дохід на одне домашнє господарство  становив 57 952 долари США (медіана — 49 821), а середній дохід на одну сім'ю — 63 726 доларів (медіана — 55 625). За межею бідності перебувало 13,3 % осіб, у тому числі 22,4 % дітей у віці до 18 років та 6,1 % осіб у віці 65 років та старших.
Цивільне працевлаштоване населення становило 265 осіб. Основні галузі зайнятості: виробництво — 27,2 %, освіта, охорона здоров'я та соціальна допомога — 18,1 %, роздрібна торгівля — 15,8 %.